# Nacho Varga
Ignacio "Nacho" Varga è un personaggio immaginario della serie televisiva Better Call Saul, spin-off e prequel di Breaking Bad. È interpretato da Michael Mando e doppiato da Riccardo Scarafoni.

## Storia del personaggio
Nacho Varga è un criminale e membro del cartello messicano nato e cresciuto ad Albuquerque. Calcolatore e intelligente, era precedentemente un impiegato presso il negozio "AZ Fine Upholstery", gestito dal padre Manuel Varga, prima di diventare affiliato al cartello. Divenne uno degli esecutori più fidati di Tuco Salamanca e in seguito divenne l'allievo sia di Hector che di Lalo Salamanca. Successivamente è diventato suo malgrado un informatore di Gus Fring dopo essere stato ricattato da quest'ultimo. Quando il suo ruolo sia nel cartello che nell'operazione di droga di Gus iniziò ad amplificarsi, Nacho divenne sempre più scoraggiato dalle organizzazioni, poiché la sua affiliazione con loro metteva in pericolo la sua vita e quella di suo padre.

### Better Call Saul

#### Prima stagione
Durante il tentativo di rappresentare Betsy e Craig Kettleman, una coppia accusata di appropriazione indebita di 1,6 milioni di dollari, Jimmy McGill ha uno scontro con il narcotrafficante Tuco Salamanca, di cui Nacho è socio insieme ad altri, che trascina Jimmy nel deserto per ucciderlo. Nacho crede alle dichiarazioni di Jimmy di essere un avvocato e convince Tuco che l'omicidio di un avvocato comporterebbe il controllo della polizia sul business della droga della famiglia Salamanca, quindi Tuco lascia andare Jimmy. Nacho in seguito si rivolge a Jimmy chiedendogli di aver rubato i soldi ai Kettleman, ma quest'ultimo rifiuta. Avverte perciò i Kettleman, che scompaiono da casa. Nacho viene ritenuto come principale sospettato e arrestato. Costringe Jimmy ad aiutare a riabilitare il suo nome e Jimmy individua i Kettleman, il che porta al rilascio di Nacho.
Tempo dopo si impegna in un accordo collaterale con Pryce, che vuole vendere alcune pillole rubate all'azienda farmaceutica in cui lavora. Pryce porta Mike Ehrmantraut come guardia del corpo. Quando il pagamento di Nacho è di 20 dollari in meno, Mike insiste per pagare l'intero importo. Mentre Pryce e Mike se ne vanno, Mike spiega che sapeva che Nacho stava conducendo la transazione all'insaputa dei Salamanca e quindi aveva un incentivo per assicurarsi che l'affare andasse liscio.

#### Seconda stagione
Pryce usa i soldi della droga per comprare un appariscente Hummer. Mike si rifiuta di partecipare al prossimo affare, lasciando Pryce da solo. Nacho coglie l'occasione per conoscere il vero nome di Pryce - Daniel Wormald - e l'indirizzo della sua abitazione. Successivamente irrompe nella casa di Daniel e gli ruba i soldi insieme a una preziosa collezione di figurine di baseball. Daniel denuncia il furto della collezione alla polizia, che scopre un nascondiglio vuoto. Mike si rende conto che il suo coinvolgimento verrà scoperto se la polizia continua a indagare, quindi convince Nacho a dare a Daniel le carte e 10.000 dollari in cambio dell'Hummer.
Nacho è colpito dal candore e dalla freddezza di Mike sotto pressione. Man mano che il comportamento di Tuco diventa sempre più instabile, la probabilità che quest'ultimo venga a conoscenza degli accordi segreti di Nacho diventa sempre maggiore. Nacho decide perciò di togliere di mezzo Tuco e cerca di assumere Mike per ucciderlo, ma quest'ultimo invece fa in modo che Tuco lo attacchi alla presenza della polizia, portandolo all'arresto e alla galera. Hector Salamanca chiede a Nacho di prendere il posto di Tuco nell'organizzazione. Mike teme che Hector possa scoprire il suo ruolo nella rimozione di Tuco dalle operazioni della famiglia. Tenta perciò di attirare l'attenzione della polizia sull'operazione di Salamanca dirottando uno dei camion usati per contrabbandare droga oltre il confine messicano, lasciando l'autista legato e imbavagliato sul ciglio della strada e rubando i 250.000 dollari nascosti in uno dei pneumatici. Nacho dice a Mike che Hector ha coperto il dirottamento uccidendo il buon samaritano che si è fermato per aiutare l'autista.

#### Terza stagione
Le azioni di Mike portano Hector a cercare altri percorsi per contrabbandare droga, e pensa di utilizzare il negozio di tappezzeria del padre di Nacho, Manuel. Nacho si oppone ma non riesce a far cambiare idea a Hector. Supplicando suo padre, Nacho rivela il suo coinvolgimento nell'organizzazione di Salamanca. Manuel accetta il pagamento iniziale di Hector dopo che Nacho lo convince che farlo è per la sua sicurezza. Nacho si rende conto che Hector soffre di angina e tenta di ucciderlo sostituendo la sua nitroglicerina con ibuprofene nella speranza di indurre un fatale infarto. Mike avverte Nacho che se Hector muore, questi dovrebbe immediatamente prendere le capsule di ibuprofene dalla tasca della giacca di Hector e sostituirle con quelle vere in modo che la causa della morte di Hector non sia ovvia.
Nacho riesce a fare il cambio, ma Hector non ha alcun effetto per le pillole prese, quindi decide di sparargli. Prima che possa agire, Nacho viene invitato a partecipare a un incontro con Gus Fring, Juan Bolsa ed Hector. Juan informa Hector che il leader del cartello Don Eladio ha decretato che il cartello renderà il trasporto della droga di Hector tramite i camion di Gus un accordo permanente. Un Hector indignato e colto dall'ira rimane vittima di un ictus e cade a terra privo di sensi. Gus esegue i primi soccorsi in attesa di un'ambulanza e riesce a salvare la vita di Hector, sebbene rimanga in coma. Nacho prende le capsule di ibuprofene da Hector e le sostituisce con farmaci veri, portando Gus a destare sospetti verso di lui.

#### Quarta stagione
Juan dice a Nacho che lui e il suo partner Arturo gestiranno gli affari della famiglia Salamanca mentre Hector è ricoverato in ospedale. Gus paga per le cure specialistiche di Hector e, mentre esamina le cartelle cliniche di Hector, si rende conto che non c'è nitroglicerina nel suo sistema, il che significa che Nacho ha cercato di ucciderlo. Quando Nacho e Arturo arrivano all'allevamento di polli di Gus per ritirare il loro prossimo carico di cocaina, Gus tende improvvisamente un'imboscata ad Arturo e lo soffoca con un sacchetto di plastica. Gus rivela di essere a conoscenza del tentativo di Nacho di uccidere Hector, ma non l'ha detto ai Salamanca, costringendo di fatto Nacho a lavorare per lui sotto ricatto. Nacho e i due scagnozzi di Gus, Victor e Tyrus, fingono un'imboscata su una strada remota, crivellando di colpi di pistola l'auto di Nacho in modo da inscenare un agguato fatto ai due, nel quale lo stesso Nacho sarebbe poi rimasto ferito. Nacho riesce a chiamare i cugini di Tuco, Leonel e Marco Salamanca, per chiedere aiuto. Bruciano perciò l'auto e lo portano dal dottore veterinario Caldera, che riesce a salvare la vita di Nacho.
Victor vende la droga sottratta a Nacho agli Espinosa, una banda rivale. Nacho identifica falsamente gli Espinosa a Leonel e Marco come quelli che lo hanno attaccato. I due attaccano il complesso di Espinosa uccidendo tutti all'interno e recuperano le droghe "rubate". Nacho realizza inoltre che con l'uccisione degli Espinosa, Gus ha guadagnato più territorio sul campo della droga, ma non vede ancora l'intera portata del piano di Gus. Nacho va a casa di suo padre per riprendersi, e Manuel lo accoglie nonostante sia scontento dei legami di Nacho con i Salamanca. Dopo essersi ripreso, Nacho assume un ruolo più importante nell'organizzazione di Salamanca, ma tiene anche una cassaforte con contanti e documenti d'identità canadesi falsi per sé e per suo padre. Nacho è sorpreso quando Lalo Salamanca, cugino di Leonel, Marco e Tuco, arriva per aiutare nella gestione dell'attività e si interessa maggiormente ai dettagli quotidiani rispetto a Hector.

#### Quinta stagione
Gus minaccia l'incolumità di Manuel Varga per costringere Nacho a fornire informazioni privilegiate sui Salamanca. Nacho cerca di convincere il padre ad andarsene, ma quest'ultimo non vuol sentir ragioni. Quando una dei depositi di droga dei Salamanca viene scoperta dalla polizia e Domingo Molina viene arrestato, Nacho si intrufola sui tetti per recuperare la scorta di droga prima che la polizia entri, il che impressiona Lalo, che inizia a nutrire più fiducia Nacho. Quest'ultimo porta decide di presentare quindi Jimmy a Lalo in modo che possano organizzare il rilascio di Domingo prima che parli con la polizia. Jimmy ottiene il rilascio di Domingo e assicura la sua protezione rendendolo un informatore confidenziale per l'agente della DEA Hank Schrader e facendogli rivelare la posizione del nascondiglio di Gus. Lalo è soddisfatto del loro lavoro, anche se Nacho avverte Jimmy che una volta che inizia a lavorare per spacciatori come i Salamanca, non si può tornare indietro.
Nacho riporta il piano di Lalo per uccidere Gus a quest'ultimo, che accetta infelicemente la perdita di quasi un milione di dollari per mantenere segreta l'identità di Nacho come talpa all'interno dell'organizzazione dei Salamanca. Ignaro che Nacho conosca Mike, Gus ordina a Nacho di fare rapporto a lui. Nacho cerca di avvertire Mike della spietatezza di Gus, ma Mike gli ricorda di averlo avvertito del rischio che stava correndo quando ha cercato di uccidere Hector. Con l'aiuto di Nacho, Mike si atteggia a detective privato per fornire alla polizia informazioni che collegano Lalo all'omicidio di Fred Whalen, un commesso di un negozio di bonifici bancari. Mike avvisa Gus, che trama con Nacho di distruggere uno dei suoi ristoranti, mantenendo ancora una volta segreto il ruolo di Nacho come talpa di Gus.
Mike dice a Gus che Nacho vuole porre fine al suo ruolo di talpa, ma Gus non vuole rinunciare a una risorsa preziosa. Dopo aver ottenuto la cauzione, Lalo progetta di tornare in Messico trascinando dentro anche Nacho. I due arrivano alla hacienda fortificata di Lalo a Chihuahua. Venuto a conoscenza di ciò da parte di Mike, Gus decide di inviare un gruppo di sicari incaricati di uccidere Lalo e fare in modo che Nacho dia una mano nell'impresa. Lalo prepara Nacho per un incontro con Don Eladio; quando Varga si allontana per qualche minuto riceve una chiamata da un uomo che gli ordina di lasciare aperto il cancello blindato sul retro della villa di Lalo quella notte alle 3:00 e di fuggire da lì. Nacho raccomanda di non fare male a nessun altro durante l'agguato. Lalo porta il tributo a Don Eladio, presentandogli Nacho come l'uomo che gestirà gli affari dei Salamanca oltre il confine. Quella stessa notte, mentre si ritrova a bere insieme a Lalo, Nacho si allontana con una scusa in cucina per appiccare un fuoco come distrazione. Quando Lalo si accorge della cosa, Nacho apre il cancello sul retro e fugge, mentre i sicari uccidono le guardie di Lalo e la maggior parte della sua famiglia. Dopo che Lalo è riuscito a liberarsi di tutti i sicari, costringe uno di loro che era rimasto ancora vivo ma ferito a chiamare l'intermediario che ha organizzato l'omicidio per riferire che Lalo è morto. Dopo aver notato l'assenza di Nacho, si rende subito conto del tradimento da egli perpetrato.

#### Sesta stagione
Dopo essere riuscito a fuggire dalla villa di Lalo, Nacho si rifugia in un motel indicato da Gus. Dopodiché chiama Tyrus, che gli dice di nascondersi finché non sarà sicuro muoversi. Nacho quindi tenta di raggiungere Mike, che rifiuta di rispondere alla chiamata. Juan informa Gus che il cartello ha messo una taglia su Nacho. Gli uomini di Gus irrompono nella cassaforte di Nacho e Mike rimuove i contanti e le false carte d'identità canadesi di Nacho e Manuel. Victor consegna un duplicato della cassaforte, in cui Mike inserisce i contanti, la carta d'identità falsa di Nacho e una busta. Juan trova la busta, che contiene il numero di telefono del motel e i dettagli di un conto bancario offshore. Nacho si rende conto di essere sorvegliato, il che significa che Gus lo ha tradito al cartello. I cugini perquisiscono il motel ma Nacho riesce a scappare. Mike ha una situazione di stallo con Gus e Tyrus poiché vuole guidare una squadra per trovare Nacho, ma Gus vuole costringere Nacho a rivelarsi prendendo Manuel in ostaggio.
Dopo aver parlato per l'ultima volta con suo padre per telefono, Nacho decide di arrendersi a Gus in cambio della promessa che il padre rimanga al sicuro. Gus, Tyrus e Victor consegnano Nacho a Juan, Hector e ai cugini, mentre Mike li osserva da lontano, puntando il suo fucile su di loro. Nacho afferma falsamente che Gus non ha avuto alcun coinvolgimento nell'agguato a Lalo e rivela che ha cercato di uccidere Hector scambiando la sua nitroglicerina con ibuprofene, ma che Gus lo ha salvato. Ma invece di fingere di fuggire come previsto in modo che Victor possa farlo uccidere velocemente, Nacho usa un pezzo di vetro rotto per liberarsi dalla corda che lo tiene legato, per poi ferire con lo stesso la gamba di Juan e afferrargli la pistola, tenendolo in ostaggio. Dopo un momento di intensa attesa, Nacho si uccide sparandosi in testa, dopodiché i due cugini Marco e Leonel permettono a Hector di vendicarsi facendogli sparare sul suo corpo senza vita.
Lalo in seguito affronta Jimmy e la moglie Kim Wexler nel loro appartamento, lega Jimmy ad una sedia e gli chiede se fosse coinvolto nell'attacco a casa sua, poiché egli conosceva Nacho. Jimmy nega qualsiasi coinvolgimento e incolpa Nacho di tutto prima che Lalo lo imbavagli e prometta di tornare più tardi per continuare l'interrogatorio.
Dopo l'omicidio di Lalo da parte di Gus, Mike va ad informare Manuel Varga della morte di suo figlio, promettendogli che non si sarebbe più dovuto preoccupare dei Salamanca e che contro di loro sarebbe stata fatta giustizia. Manuel però controbatte dicendo che tutto ciò sarebbe stata solo un'ennesima e inutile vendetta.

### Breaking Bad

#### Seconda stagione
Il nome di Nacho viene menzionato da Jimmy nell'episodio Conviene chiamare Saul dopo che questi viene rapito da Walter White e Jesse Pinkman, che l'avevano messo sotto tiro per costringerlo a rappresentare Badger, amico di Pinkman, che era stato arrestato per spaccio di droga. Credendo che Walter e Jesse siano stati mandati da Lalo, Jimmy dice in preda al panico: "Non sono stato io, è stato Ignacio! È lui!", ma rimane sollevato quando si rende conto che i due non sembrano avere la minima idea di chi stia menzionando.